# Sentinel (Programmierung)
Als Sentinel (Aussprache: sentinelⓘ, engl. für Wächter), Wächterknoten oder Wächterwert (im engeren Sinn) bezeichnet man in der Informatik, im Bereich der Programmierung, ein Konstrukt, welches eine Sequenz derart terminiert, dass die Programmlogik nach einer erfolglosen Inspektion aller echten Fälle abschließend (mit unechtem Erfolg) auf das Ergebnis „gefunden“ läuft. Wenn so geschehen, wird nachträglich das Ergebnis auf „nicht gefunden“ korrigiert.
Mit diesem Trick wird die Anzahl der Abfragen innerhalb der Suchschleife um eine, nämlich die Abfrage auf das Ende der Sequenz, verringert – auf Kosten geringfügig komplizierterer Erfordernisse und Aktionen außerhalb der Schleife.
Im weiteren Sinn gilt (insbesondere im englischen Sprachraum) jede Terminierung einer Sequenz durch ein normalerweise dort nicht vorkommendes spezielles Objekt, so bspw. das Nullzeichen bei Zeichenketten, als Sentinel.

## Beispiel
In den beiden folgenden C-Funktionen Search und SearchWithSentinel soll in einer einfach verketteten Liste vom Typ
```
struct
 
sll_node
               
// ein Knoten der verketteten Liste sll

{

   
int
 
key
;

   
struct
 
sll_node
 
*
next
;
     
// -> nächster Knoten oder Terminator der Liste

}
 
sll
,

*
first
;
                       
// Zeiger auf die verkettete Liste

```

nach einem Schlüsselwert search_key gesucht werden – bei gleichem Suchergebnis.

### Version mit Nullzeiger
Die Liste sll wird terminiert durch den Nullzeiger NULL.
```
first
 
=
 
NULL
;
                 
// Terminierung vor der ersten Einfügung

// NB: Die (nicht gezeigten) Operationen Einfügen und Löschen haben für ...

//     den immer gleichen Terminator (hier: NULL) zu sorgen.

struct
 
sll_node
 
*
Search
(
int
 
search_key
)

{

    
struct
 
sll_node
 
*
node
;

    
for
 
(
node
 
=
 
first
;

         
node
 
!=
 
NULL
;

         
node
 
=
 
node
->
next
)

    
{

        
if
 
(
node
->
key
 
==
 
search_key
)

            
return
 
node
;
      
// gefunden

    
}

    
return
 
NULL
;
              
// nicht gefunden

}

```

Die for-Schleife enthält pro Schleifenschritt die zwei (gelb hinterlegten) Abfragen
- if (node != NULL) und
- if (node->key == search_key).

### Version mit Sentinel
Der Zeiger sentinel zum Objekt Sentinel dient als Terminator der verketteten Liste sll.
Das Objekt Sentinel ist für die Schleife gezielt zu präparieren.
(In diesem Sinn ist es Teil der Datenstruktur sll.)
```
struct
 
sll_node
 
Sentinel
,
 
*
sentinel
 
=
 
&
Sentinel
;

sentinel
->
next
 
=
 
sentinel
;

first
 
=
 
sentinel
;
             
// Terminierung vor der ersten Einfügung

// NB: Die (nicht gezeigten) Operationen Einfügen und Löschen haben für ...

//     den immer gleichen Terminator (hier: Zeigerwert) zu sorgen.

struct
 
sll_node
 
*
SearchWithSentinel
(
int
 
search_key
)

{

    
struct
 
sll_node
 
*
node
;

    
// gezielte Präparation:

    
sentinel
->
key
 
=
 
search_key
;

    
for
 
(
node
 
=
 
first
;

         
node
->
key
 
!=
 
search_key
;

         
node
 
=
 
node
->
next
)

    
{

    
}

    
if
 
(
node
 
!=
 
sentinel
)

        
return
 
node
;
          
// gefunden

    
return
 
NULL
;
              
// nicht gefunden

}

```

Die for-Schleife enthält pro Schleifenschritt nur die eine (gelb hinterlegte) Abfrage
- if (node->key != search_key).

Bemerkung
Die Einführung des Wächterknotens macht aus der Operation Suchen, die ohne ihn eine Nur-Lese-Operation wäre, eine modifizierende Operation (ähnlich Einfügen und Löschen).
Wird auf die Datenstruktur parallel (konkurrent) zugegriffen, dann gehört auch das Suchen per SearchWithSentinel in einen kritischen Abschnitt, der durch ein Mutex abgesichert werden muss.
Dieser zusätzliche Aufwand kann schwerer wiegen als das Einsparen einer Abfrage pro Schleifenschritt.